# Emil Reinberg
Emil Reinberg (* 20. April 1997 in Atlanta, Georgia) ist ein US-amerikanischer Tennisspieler.

## Karriere
Emil Reinberg spielte bis 2015 bei den Junioren auf der ITF Junior Tour, wo seine beste Platzierung in der Junioren-Weltrangliste ein 44. Rang im Januar 2015 war. Er spielte u. a. im Achtelfinale von Wimbledon 2015 sowie bei selbigem im Orange Bowl 2014.
Sein erstes Profi-Match spielte Reinberg auf der drittklassigen ITF Future Tour Mitte 2015, wo er im Doppel zum Auftakt verloren. Ein Jahr später bei seinem dritten Future-Turnier gewann er seinen ersten Titel, im Einzel schaffte er 2017 zwei Halbfinals zu erreichen, wo er Christian Harrison respektive Michael Mmoh unterlag. Wegen seines 2015 angefangenen Studiums im Fach Marketing an der University of Georgia kann der US-Amerikaner nicht regelmäßig an Turnier teilnehmen. Er spielt im Team der Bulldogs College Tennis. Durch gute Leistungen dort verdiente er sich eine Wildcard für das ATP-World-Tour-Event in Atlanta. Hier unterlag er im Doppel an der Seite von Jordan Cox Wesley Koolhof und Artem Sitak im Match-Tie-Break. In der Weltrangliste erreichte er im April 2019 mit Rang 728 seine beste Platzierung.